# Bébé tigre (film, 2014)
Pour les articles homonymes, voir Tigre et Bébé tigre.
Pour plus de détails, voir Fiche technique et Distribution.
Bébé tigre est un film français réalisé par Cyprien Vial et sorti en 2014.

## Synopsis
Immigré originaire du Penjab, Many, 17 ans, poursuit assidument ses études à l'école, tout en travaillant au noir pour envoyer de l'argent à ses parents qui sont restés dans son pays d'origine. Many trouve alors plusieurs jobs de moins en moins légaux, et risque de se faire expulser à sa majorité.

## Fiche technique
- Réalisation : Cyprien Vial
- Scénario : Cyprien Vial
- Musique : Léonie Pernet
- Photographie : Pierre Cottereau
- Montage : Albertine Lastera
- Scénographie : Sophie Reynaus
- Société de production : Dharamsala, Darius Films
- Société de distribution : Haut et Court
- Durée : 87 minutes

## Distribution
- Harmandeep Palminder : Many
- Vikram Sharma : Kamal
- Elisabeth Lando : Elisabeth
- Bilal Baggad : Sami
- Billel Brima : Daniel
- Amandeep Singh : Sony
- Karim Leklou : Frédéric
- Aurore Broutin : Patricia
- Gérard Zingg : Gérard
- Marie Berto : la juge
- Lauriane Escaffre: la prof de bio

## Réception critique
Pour Télérama, Bébé tigre est un récit initiatique et « une réflexion morale et politique ».